# Generalplan Ost

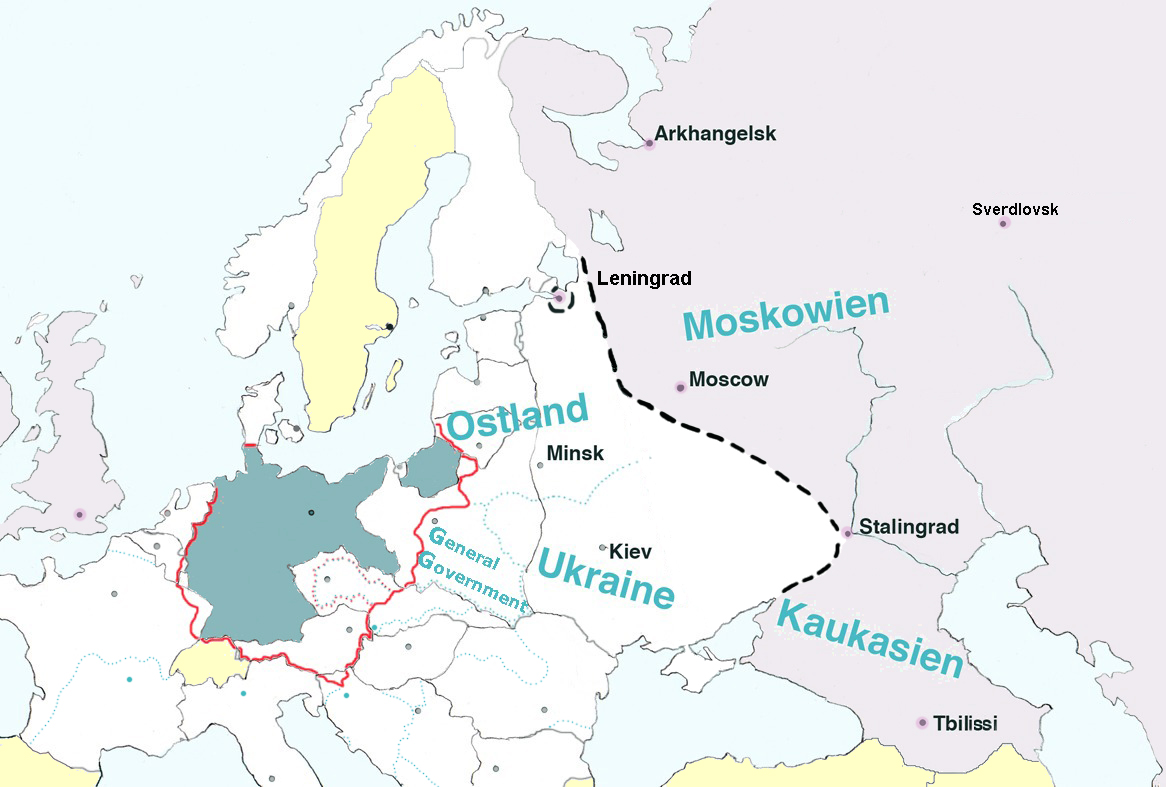
Europakarta, med 1937 års nationsgränser, som visar omfattningen av Generalplan Ost.
Teckenförklaring:
Mörkgrått – Tyskland (Deutsches Reich);
Streckad linje – hit sträckte sig omfattande planer för en ”andra bosättningsfas” (Siedlungsphase);
Ljusgrått – övrigt område i öst som behandlas i generalplanen.
Namnen i blått - Rikskommissariat (Reichskommissariat): Ostland och Ukraine existerade mellan 1941 och 1945. Moskowien och Kaukasien var på planeringsstadiet.

Karta som visar detaljerade planer för koloniseringen av Baltikum, Polen, Vitryssland, Ukraina och Krim 1942.

Generalplan Ost (svenska Generalplan Öst) var Nazitysklands plan för kolonialiseringen av östra Europa, och folkmordet på dess befolkning, fram till Uralbergen med Kaukasus inbegripet.

## Bakgrund
Planen, som utarbetades i flera versioner mellan 1940 och 1942, byggde på den nazistiska idén om ett stortyskt rike med utvidgat herravälde och Lebensraum (svenska livsrum) i öst. Det övergripande målet med Generalplan Ost var etnisk rensning och förslavning av icke-tyska folk i syfte att göra plats för tyskar.

## Fastställande
Generalplan Ost stadfästes den 12 juni 1942 och beskrev de rättsliga, ekonomiska och geografiska grundvalarna för den tyska ockupationspolitiken beträffande Polen och Sovjetunionens västra territorier. Enligt Reichsführer-SS Heinrich Himmler skulle 31 miljoner slaver fördrivas eller förintas för att ge plats åt etniska tyskars nykolonisering. 